# Джумадук
Джумадук (*д/н — 1428) — 2-й володар Тюменського ханства у 1426—1428 роках.

## Життєпис
Походив з династії Чингізидів, гілки Шибанідів. Нащадок Багадур-оглана, син Шибана. Син Суфі-оглана. Перша письмова згадка про нього сягає 1423 року. Тодіочолив посольство Барака, хана Золотої Орди до Улугбека, володаря Держави Тимуридів. Вважається, що на той час спільно з батьком володів півднем Улуса Шибана (сучасний північний Казахстан). Посольство було вдалими. Згодом з дарунками повернувся до Барак-хана.
1425 року усунув свого батька від влади вюрті, а 1426 року, скориставшись смертю Давлат-шейха, став володарем Тюменського ханства. 1427 року до нього перейшов Газі-бій, правитель Ногайської Орди, якого Джумадука призначив беклярбеком. Втім невдовзі останній був вбитий внаслідок змови біїв мангитів, нукусів та буркутів, що спровокувало війну з ногайцями. Тюменський хан зазнав поразки у війні. За різними відомостями він потрапив у полон, де був страчений, або повалений біями буркутів — Умаром і  Кепек-ходжою. Новим ханом став Махмуд-Ходжа.